# Polsko Kosovo, Ruse
Polsko Kosovo (în bulgară Полско Косово) este un sat în comuna Beala, regiunea Ruse,  Bulgaria. 

## Demografie
Componența etnică a satului Polsko Kosovo
     Turci (1,29%)
     Nicio identificare (3,97%)
     Bulgari (63,77%)
     Romi (29,49%)
     Altele (1,45%)
La recensământul din 2011, populația satului Polsko Kosovo era de 1.234 locuitori. Din punct de vedere etnic, majoritatea locuitorilor (63,77%) erau bulgari, existând și minorități de romi (29,49%) și turci (1,29%). Pentru 3,97% din locuitori nu este cunoscută apartenența etnică.